# Csillagászati műhold
A csillagászati műholdak és űrtávcsövek a világűrből végeznek csillagászati megfigyeléseket. Ezek a műholdak új távlatokat nyitottak a csillagászati kutatás terén.
A Földről végzett megfigyelésekben a légkör zavaró hatása csökkenti a felbontóképességet, növeli a fényszóródást és csak bizonyos hullámhosszakon átlátszó. A légkör hatásainak kiküszöbölésével javulnak a körülmények. Földi távcsövek a légköri turbulenciát adaptív optikával ellensúlyozzák.
A Földről csak optikai- és rádiótartományban lehet megfigyelni az égboltot, a világűrből már látható a gamma-, röntgen-, ultraibolya- és infravörös tartomány is.

## Programok

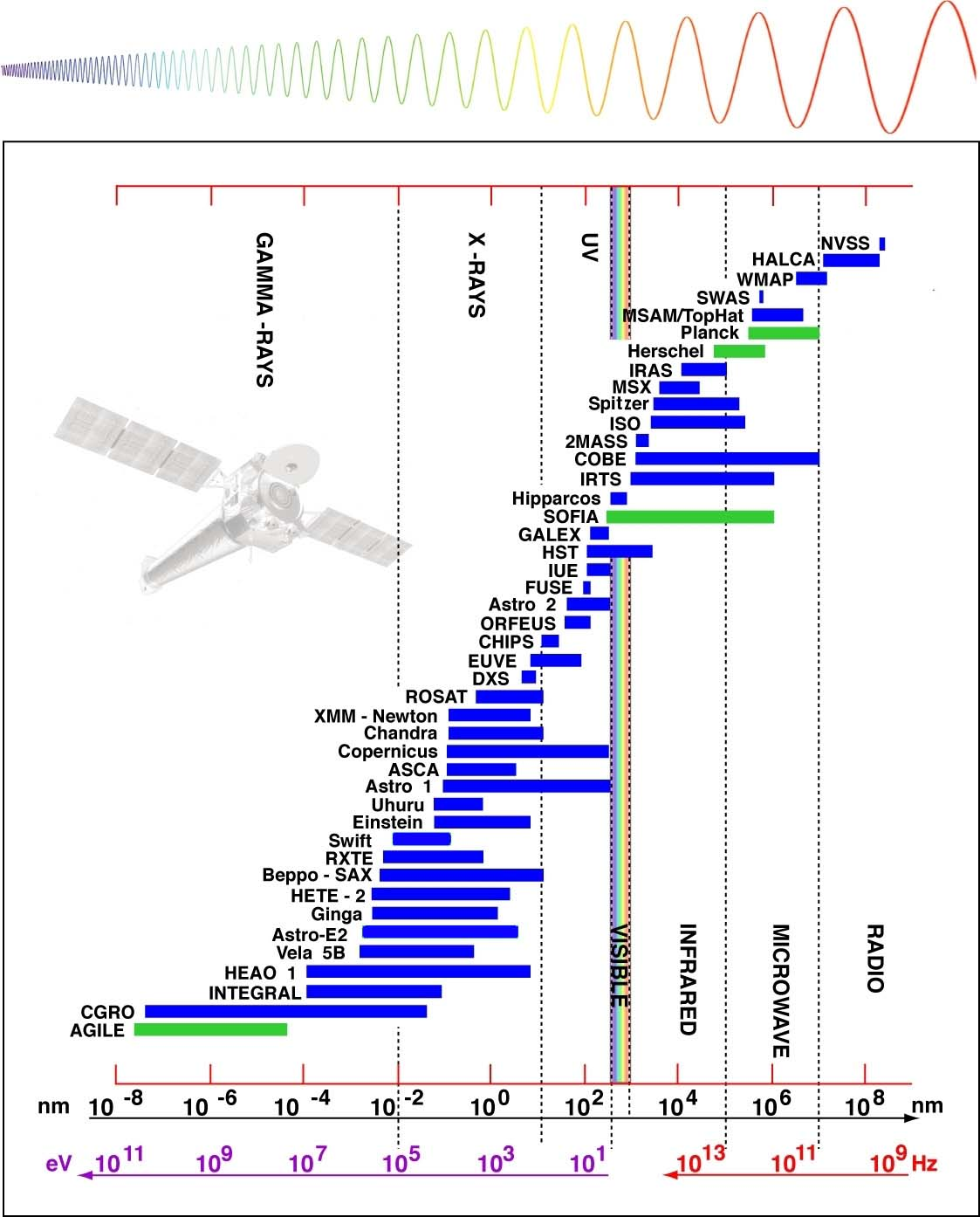
A csillagászati műholdak működési hullámhossz tartománya

(zárójelben az indító ország és az indítás éve)

### Gamma-csillagászati holdak
- Vela katonai műholdak (USA, 1963-1984);
- Pioneer Venus Orbiter (PVO) (USA, 1978);
- Granat (Szovjetunió, 1989);
- Compton űrtávcső – Compton Gamma Ray Observatory (USA, 1990);
- BeppoSAX (olasz-holland, 1996);
- HETE–2 – High Energy Transient Explorer (USA, 2000);
- INTEGRAL – International Gamma-Ray Astrophysics Laboratory (Európa, 2002);
- Swift (USA, 2004);
- Fermi eredeti nevén GLAST – Gamma-ray Large Area Space Telescope (USA, 2008);

### Röntgencsillagászati holdak
- Uhuru (USA, 1970)
- HEAO – (3 műhold, High Energy Astrophysical Observatory) (USA, 1977 – 1979)
- Astro-D – ASCA (Japán, 1993);
- Chandra – AXAF, Advanced X-ray Astrophysics Facility (USA, 1999);
- XMM-Newton – X-ray Multi-Mirror Mission (Európa, 1999);
- Astro-E (Japán, 2000);
- Constellation-X (USA);
- Nuclear Spectroscopic Telescope Array, NuSTAR - Nukleáris spektroszkóp-távcső rács (USA, 2011)

### Ultraibolya-csillagászati műholdak
- OAO – Orbiting Astronomical Observatory (USA, 1966 – 1972)
- IUE – International Ultraviolet Explorer (NASA, ESA 1978 – 1996)
- FUSE – Far Ultraviolet Spectroscopic Explorer (USA, 1999);
- GALEX – Galaxy Evolution Explorer (USA, 2003);

### Optikai műholdak
- Hubble űrtávcső – HST, Hubble Space Telescope (Amerikai Egyesült Államok, Európa, 1990);
- MOST – Microvariability and Oscillations of STars (Kanada, 2002);
- COROT – COnvection ROTation and Planetary Transit (Franciaország, 2006);
- Eddington űrtávcső (Európa, 2007);
- Kepler űrtávcső (USA, 2007);
- Starlight (USA, 2012);
- Terrestrial Planet Finder (USA, 2014, 2020);
- GAIA – Global Astrometric Interferometer for Astrophysics (Európa, 2020);

### Infravörös-csillagászati műholdak
- WIRE – Wide Field Infrared Explorer (USA, 1998);
- SOFIA – Stratospheric Observatory for Infrared Astronomy (USA, repülő obszervatórium. 2010);
- Spitzer űrtávcső – SIRTF, Space Infrared Telescope Facility (USA, 2003);
- Herschel űrtávcső – FIRST – Far Infrared and Submillimeter Telescope (Európa, 2007);
- Astro-F (Japán, 2006);
- WISE – Wide-field Infrared Survey Explorer (USA, 2008);
- James Webb űrtávcső (USA, Európa, 2013)
- Dark Energy Space Telescope (USA, 2013);

### Rádiócsillagászati műholdak
- COBE – Cosmic Background Explorer (USA, 1989);
- WMAP – Microwave Anisotropy Probe (USA, 2001);
- Astro-F (Japán);

### Vegyes
- Astro-1 (USA, az űrrepülőgép rakterében elhelyezett távcsőrendszer), 1990.
- Gravity Probe B (USA, 2004 - 2005);
- AstroSat (India, 2007);

### Napkutató holdak
- DSZ–U3–SZ (Szovjetunió, 1968)
- SOHO – Solar and Heliospheric Observatory (Európa, USA, 1995);
- Cluster-program (Európa, 2000)
- RHESSI – Reuven Ramaty High Energy Solar Spectroscopic Imager (USA, 2002);
- STEREO – Solar-TErrestrial RElations Observatory (USA, 2006);
- SORCE – Solar Radiation and Climate Experiment (USA);
- Space Solar Telescope (Kína, 2006-2010);
- IRIS (USA, 2013)